# Кольоне-Станіславув
Кольоне-Станіславув (пол. Kolonie Stanisławów) — село в Польщі, у гміні Станіславув Мінського повіту Мазовецького воєводства.
Населення — 294 особи (2011).
У 1975-1998 роках село належало до Седлецького воєводства.

## Демографія
Демографічна структура станом на 31 березня 2011 року:
|          | Загалом | Допрацездатний вік | Працездатний вік | Постпрацездатний вік |
| -------- | ------- | ------------------ | ---------------- | -------------------- |
| Чоловіки | 159     | 33                 | 110              | 16                   |
| Жінки    | 135     | 30                 | 72               | 33                   |
| Разом    | 294     | 63                 | 182              | 49                   |